# Psychoda formosana
Psychoda formosana är en tvåvingeart som beskrevs av Tokunaga 1957. Psychoda formosana ingår i släktet Psychoda och familjen fjärilsmyggor. Inga underarter finns listade i Catalogue of Life.